# Koniarská planina
Koniarská planina je nejzápadnější a zároveň nejmenší planinou Slovenského krasu, má rozlohu cca 50 km². Její povrch tvoří vlastní náhorní vápencová plošina, bez osídlení, prakticky celá porostlá lesem. Na západě je oddělena říčkou Muráň a přechází do Ličínské pahorkatiny a je, Z východu jí ohraničuje kaňon řeky Štítnik a řeka Slaná. Oproti jiným planinám Slovenského krasu jsou zde typické krasové jevy méně výrazné. Nejdůležitější jeskyní je Gemerskoteplická jeskyně, která má délku 666 m. Z hlediska archeologických vykopávek je důležitá Propast pod Veterniky. Nejvyšší části planiny jsou na severu (Strieborník 553 m n. m., Veterník 610 m n. m.).

## Turistika
Přes celou planinu vede z Plešivce zelená turistická značka, severní část této cesty je zároveň cyklostezkou. Na planině nejsou žádné domy, žádná zařízení turistického ruchu.

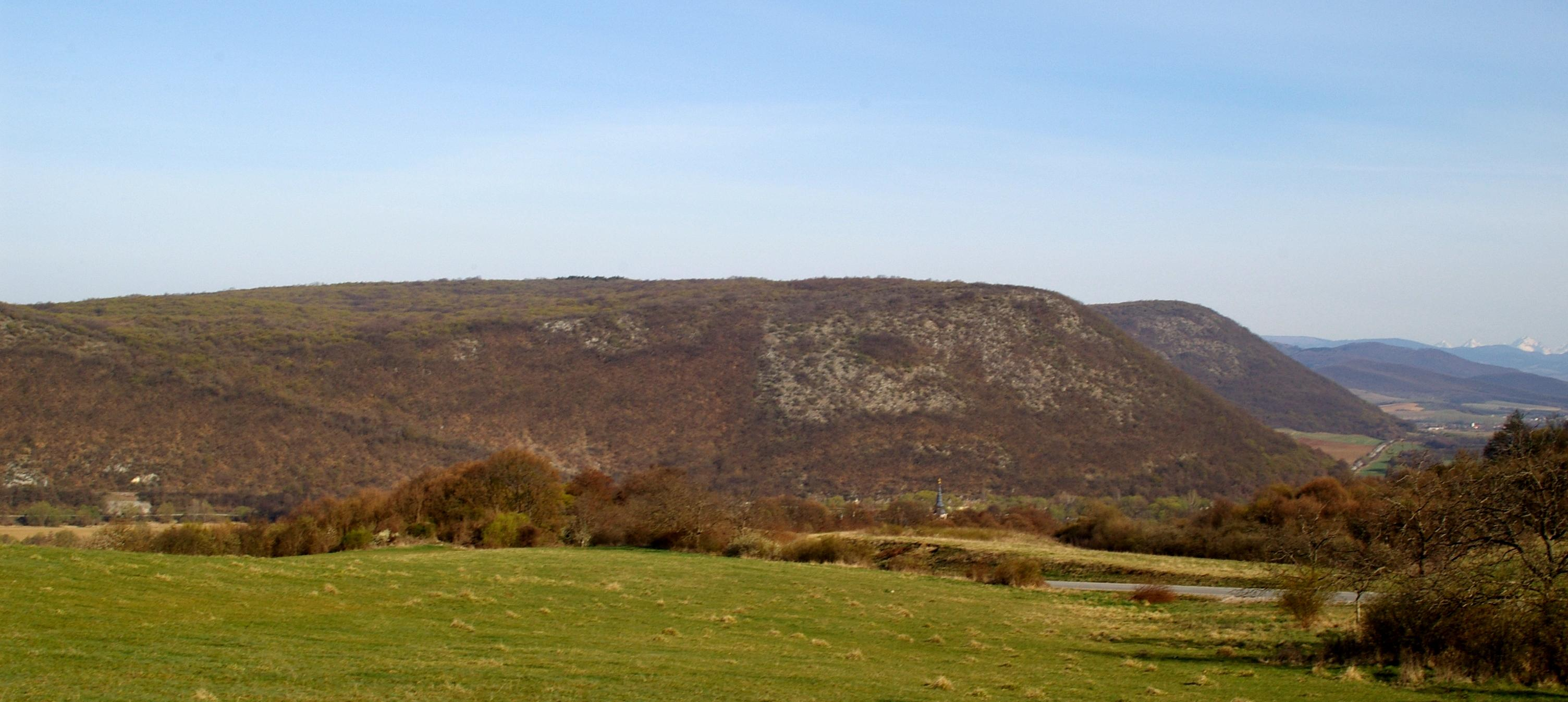
Koniarská planina od jihovýchodu (ze Silické planiny)
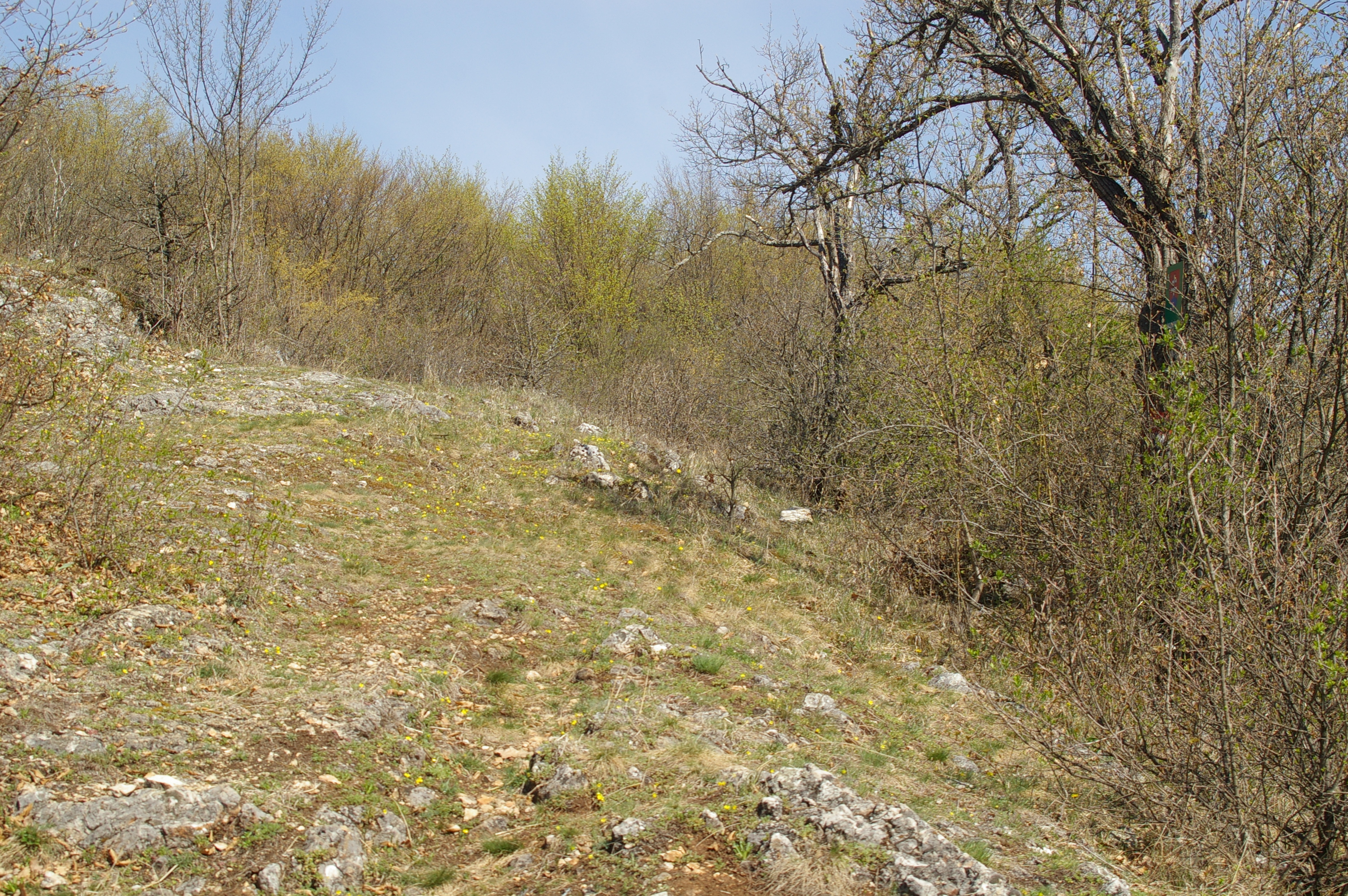
Řídká vegetace na vápenci na jihovýchodních srázech